# Camp Creek (Virginia Occidental)
Camp Creek es un área no incorporada ubicada dentro del Distrito III, una división civil menor del condado de Mercer (Virginia Occidental), Estados Unidos. Está catalogada como un asentamiento humano por la Junta de Nombres Geográficos de los Estados Unidos.
El número de identificación (ID) asignado por el Servicio Geológico de Estados Unidos es 1536906.

## Geografía
Se encuentra a una altitud de 625 metros sobre el nivel del mar (2051 pies) según el conjunto de datos de elevación nacional.